# Cestrum heterophyllum
Cestrum heterophyllum är en potatisväxtart som beskrevs av Ignatz Urban. Cestrum heterophyllum ingår i släktet Cestrum och familjen potatisväxter. Inga underarter finns listade i Catalogue of Life.